# سوزان کین
سوزان کین (به انگلیسی: Susan Cain) (متولد ۱۹۶۸) نویسنده و مدرس آمریکایی و نویسنده کتاب سکوت: قدرت درون‌گراها در دنیایی که از حرف زدن بازنمی‌ایستد! است. او همچنین بنیان‌گذار شرکت Quiet Revolution است. سوزان کین از نویسندگان مطرح درباره‌ی موضوع درون گرایی و برون گرایی بوده است.